# 兩面黃 (上海)
兩面黃（上海话拼音：lhanmhihhuang，发音：[[Wikipedia:上海话国际音标|[liã̀mi̋ɦuɑ̃᷆]]]）是起源于苏州，在苏沪等地流行的一种傳統麵食。兩面黃兩面金黃，中間鬆軟，因而得名。“肉丝两面黄”曾获得上海饮食协会的“上海特色麵”。

## 特点
传统苏式两面黄的制作方法是将面条煮熟后，摊成饼状入油锅炸至金黄，出锅后浇上由虾仁、肉丝等炒製的麵浇而成。面条炸製后松脆，又吸收芡汁鲜味，口感丰富。

### 引用
1. ↑  钱乃荣、许宝华、汤珍珠. . 上海辞书出版社. 2007. ISBN 978-7-5326-2248-1.
2. ↑  . 苏州新闻网. 城市早8点.   [2020-01-14]. （原始内容存档于2020-01-14）.